# Скорошув (Великопольське воєводство)
Скорошув (пол. Skoroszów) — село в Польщі, у гміні Рихталь Кемпінського повіту Великопольського воєводства.
Населення — 290 осіб (2011).
У 1975-1998 роках село належало до Каліського воєводства.

## Демографія
Демографічна структура станом на 31 березня 2011 року:
|          | Загалом | Допрацездатний вік | Працездатний вік | Постпрацездатний вік |
| -------- | ------- | ------------------ | ---------------- | -------------------- |
| Чоловіки | 150     | 39                 | 101              | 10                   |
| Жінки    | 140     | 25                 | 80               | 35                   |
| Разом    | 290     | 64                 | 181              | 45                   |